# Iot reial
Un iot reial és un vaixell usat per un monarca o una família reial. Si el monarca és un emperador el terme apropiat és iot imperial. La majoria d'ells són finançats pel govern del país del qual el monarca és cap d'Estat. El iot reial sol estar tripulat per personal de la marina i és utilitzat pel monarca i la seva família tant en viatges privats com oficials.

## Tipus de vaixells
Alguns iots reials han estat/són petites embarcacions utilitzades només per a viatges curts en rius o en aigües tranquil·les, però altres han estat/són grans embarcacions en condicions de navegar.

## Història
Depenent de com es defineixi el terme, els iots reials es remunten als dies de l'antiguitat amb barcasses reials al Nil en l'antic Egipte.
Més tard els vikings van produir naus reials. Van seguir el patró dels vaixells llargs, encara que molt decorats i equipats amb veles porpres (les veles porpres van continuar sent l'estàndard dels vaixells reials durant els següents 400 anys).
A Anglaterra, Enric V va vendre els iots reials per a saldar els deutes de la Corona. Els següents vaixells reials a Anglaterra van ser construïts en l'època Tudor amb Enric VIII usant un vaixell a 1520 que es representava amb una tela de veles d'or. Jaume I va fer que Disdain, un vaixell en miniatura (més tard es va registrar que era capaç de transportar unes 30 tones), es construís per al seu fill el Príncep Enric. El Disdain fos significatiu en el sentit que permetia els creuers de plaer i com a resultat es pot veure com un primerenc allunyament dels vaixells reials com a vaixells de guerra.
Els primers vaixells que indiscutiblement van qualificar com a iots reials van ser els de Carles II d'Anglaterra, Escòcia i Irlanda. El primer va ser un regal dels holandesos, però més tard els iots van ser encarregats i construïts a Anglaterra. Això va establir una tradició de iots reials a Gran Bretanya que després va ser copiada per altres famílies reials d'Europa. Al llarg del segle xix els iots reials es van fer més grans en convertir-se en un símbol de riquesa nacional. La Primera Guerra Mundial va posar fi a aquesta tendència i les famílies reials que van sobreviure van trobar més difícil justificar el cost amb el resultat que només queden tres iots reials en ús a Europa. En la seva majoria, els iots reials han estat reemplaçats per l'ús de vaixells de guerra en aquest paper, ja que els iots reials són sovint vists com una despesa difícil de justificar. A més, la majoria de les monarquies amb un sistema ferroviari empren un conjunt especial de carros reials. La majoria de les monarquies també empren aeronaus com un luxós (i molt més ràpid i oportú) medio de transport.

## Espanya
Els iots de luxe "Fortuna" van pertànyer al Rei Joan Carles I fins que va renunciar a ells en 2013.